# Досітей Обрадович
Досітей Обрадович (серб. Доситеј Обрадовић; 1742 — 1811, Белград) — сербський письменник, просвітник, літературний діяч, філософ.

## З біографії
1757 року пішов до монастиру Хопово на Фрушській горі, але через три роки розчарувався в монастирському житті й втік з Хопова.
У своїй творчості Досітей Обрадович наслідував ідеї просвітництва, вважав, що освіта — надійна зброя проти османського панування 1389 — 1878 років. Був переконаний, що найважливішим суспільним класом повинна бути буржуазія. У своїх творах Обрадович закликав замінити незрозумілу людям церковнослов'янську мову народною сербською мовою. Цим письменник намагався реформувати сербську мову, але зробити це вдалося лише Вуку Караджичу.
Серед найвідоміших творів Досітея Обрадовича:
- «Листи Харалампію» 1783 (Писма Харалампиjу);
- «Життя і пригоди» 1783;88 (Живот и прикључениjа);
- «Поради здорового глузду» 1784(Совети здравог разума).